# Heeding the Call
Heeding the Call je drugi singl koji je snimila švedske muzičke grupe HammerFall. Pušten je u prodaju 3. avgusta 1998. godine. Ovaj singl sadrži bonus pesme sa prethodnog albuma, Legacy of Kings, izdate samo na nekim specijalnim izdanjima ovog albuma. Takođe sadrži 3 pesme snimljene uživo. 

## Spisak pesama
1. "" (Dronjak/Cans) – 4:24
2. "" (Dronjak/Cans) – 3:08
3. "" (Dronjak) – 4:28
4. "" (Dronjak/Cans) – 4:34
5. "" (Dronjak/Cans) – 7:02

## Postava
- Joacim Cans - vodeći i prateći vokali
- Oscar Dronjak - gitara i prateći vokali
- Stefan Elmgren - gitara i prateći vokali
- Magnus Rosén - bas gitara
- Patrik Räfling - bubnjevi

## Spotovi
Spot za ovu pesmu je izdat kao uživo snimljen video.